# Freziera caloneura
Freziera caloneura är en tvåhjärtbladig växtart som beskrevs av Clarence Emmeren Kobuski. Freziera caloneura ingår i släktet Freziera och familjen Pentaphylacaceae. Inga underarter finns listade i Catalogue of Life.